# Jethou
Het eiland Jethou ligt voor de Franse kust van Bretagne. Het behoort tot de Engelse Kanaaleilanden.
Het ligt direct ten zuiden van het eiland Herm en heeft een oppervlakte van ongeveer 18 hectare. Er wordt verteld dat een storm in 709 de smalle landverbinding met Herm heeft weggeslagen.
Jethou is niet vrij toegankelijk voor toeristen.
In 1416 werd Jethou privébezit van koning Hendrik V van Engeland en sindsdien wordt het door de kroon verhuurd. Het hoort tot het baljuwschap van Guernsey, zoals de meeste omliggende eilanden.
Aan de kusten van Jethou zijn omvangrijke kolonies papegaaiduikers.